# María Jimena Pereyra
María Jimena Pereyra (La Plata, Província de Buenos Aires, 20 de novembro de 1976) é uma cantora argentina de música popular. Ela é conhecida no Chile, principalmente por ter feito parte do primeiro grupo de participantes do concurso de música "Rojo Fama Contrafama", tendo sido a ganhadora, e de outros como o "Símbolo Rojo".